# پاکوجه
پاکوجه (به پرتغالی: Pacujá) یک شهرستان برزیل در برزیل است که در سئارا واقع شده‌است.